# Cybister ellipticus
Cybister ellipticus es una especie de escarabajo del género Cybister, familia Dytiscidae. Fue descrita científicamente por LeConte en 1852.

## Distribución geográfica
Habita en América del Norte.